# Cuines,33
Cuines,33 is een restaurant met een Michelinster in Knokke-Heist.

## Geschiedenis
Cuines,33 opende zijn deuren in 2011 in een modern ingericht pand aan de Smedenstraat 33; de naam is ontleend aan het Spaanse woord voor keuken ('cuines') en het huisnummer. Het restaurant wordt gedreven door chef: Edwin Menue. Menue werd in 1981 geboren in Oostburg en volgde zijn opleiding aan het ROC in Terneuzen; daarna werkte hij enkele jaren bij Oud Sluis en bij Escabèche. De sommelier en gastvrouw is Fleur Boussy, die afstudeerde aan Spermalie.

### Waarderingen
In 2013 had het een notering van 15 op 20 bij GaultMillau, in 2015 steeg die notatie naar 16 op 20, in 2017 naar 17 op 20. Op 18 november 2012 werd bekend dat het restaurant in de Michelingids voor 2013 een Michelinster was toegekend.